# Ишкашим (Афганистан)
Ишкаши́м (дари اشکاشم Eškāšem) — город на северо-востоке Афганистана, в провинции Бадахшан. Административный центр одноимённого района провинции. Расположен на реке Пяндж, на границе с Таджикистаном, в плодородной долине, на высоте 3037 м над уровнем моря. На таджикской стороне реки находится посёлок, также называемый Ишкашим. В 2006 году мост через Пяндж, соединяющий эти два одноимённых населённых пункта, был перестроен — максимальная грузоподъёмность была увеличена с 10 до 30 тонн.
В долине имеется ещё около 20 населённых пунктов, однако все они могут восприниматься как части одного посёлка. Общее население долины — более 12 тысяч человек. Из-за сурового горного климата в долине возможен только один урожай в год. Выращиваются пшеница и ячмень.

## Этимология
По мнению Т. Н. Пахалиной, топоним имеет индоарийское происхождение и восходит к индоар. *sakā-kšam-, где первая часть может быть истолкована либо как название страны, где жило племя саков (ср. авест. sakā — название страны и народа), либо как название племени саков, а вторую часть можно сопоставить с др.-инд. *kšm- «земля, страна» и с производным от него современным индоарийским kšama «земля». В таком случае в целом слово *sakā-kšam-, очевидно, означало страна саков, ‘Скифия’.

## Население
Население города представлено главным образом исмаилитами-низаритами. Основной язык населения — ишкашимский.